# Dasycorsa astigmatica
Dasycorsa astigmatica är en fjärilsart som beskrevs av Edward P. Wiltshire 1939. Dasycorsa astigmatica ingår i släktet Dasycorsa och familjen mätare. Inga underarter finns listade i Catalogue of Life.